# Vila Vila (kommun)

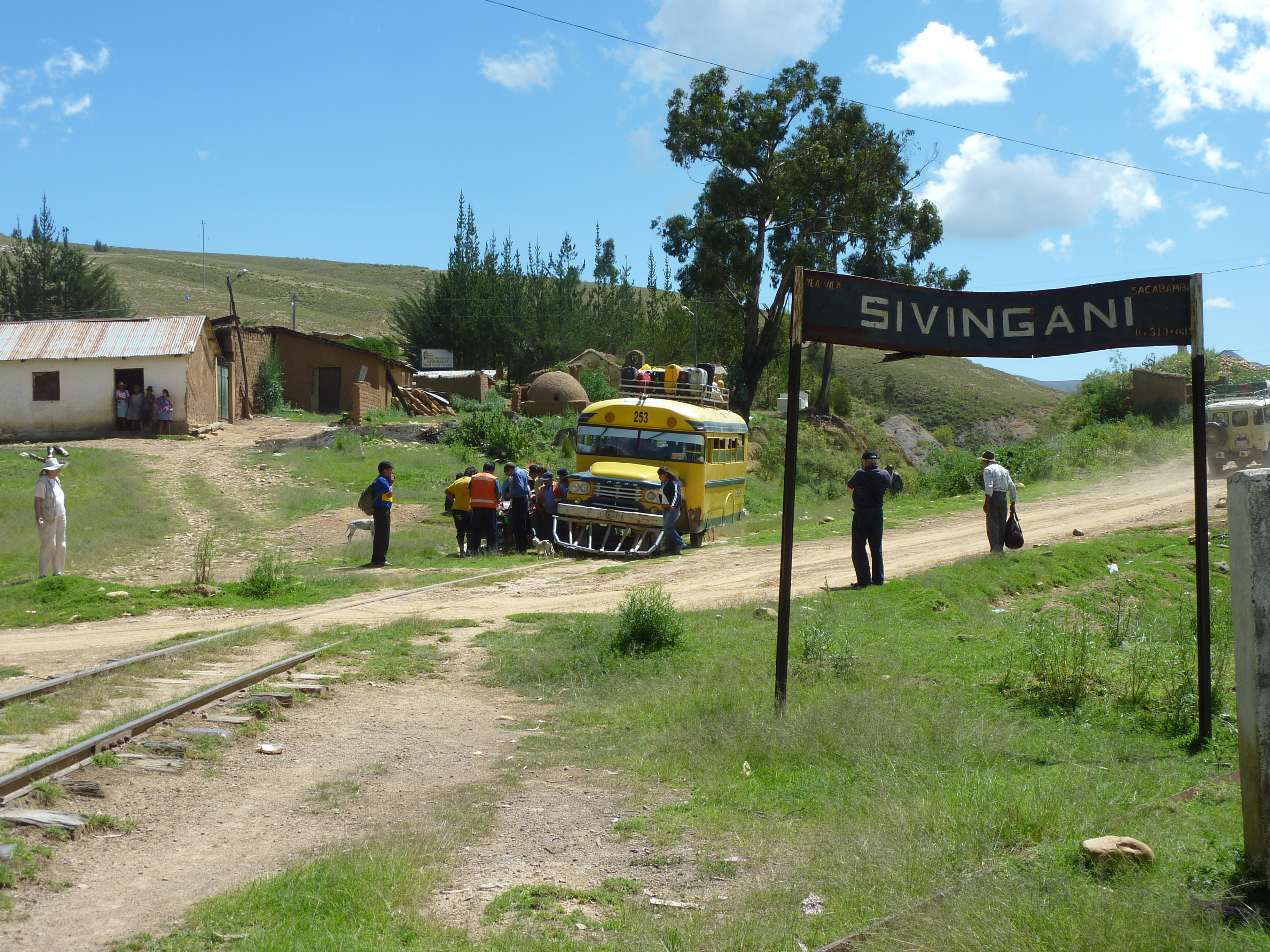
Sivingani i den kommunen Vila Vila

Vila Vila är en kommun i den bolivianska provinsen Mizque i departementet Cochabamba. Den administrativa huvudorten är Vila Vila.